# Ela Švabinská
Ela (též Eliška) Švabinská, rozená Vejrychová, psána též Weirychová (19. listopadu 1878 Podmokly – 10. září 1967 Praha) byla první manželka malíře Maxe Švabinského, autorka vzpomínkových knih.

## Život

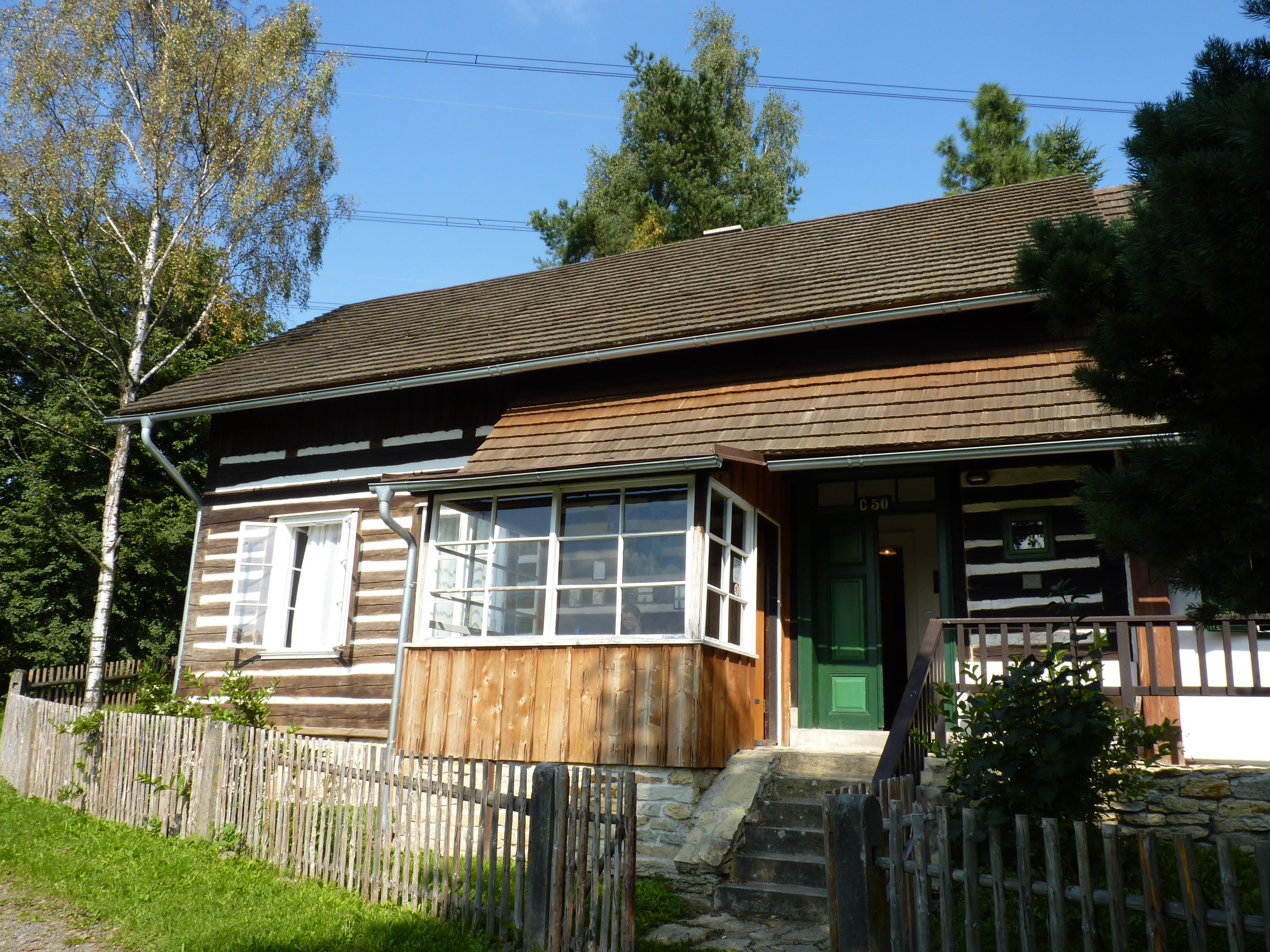
Kozlov (Česká Třebová), chalupa Maxe Švabinského

Narodila se jako druhé dítě v rodině zaměstnance rakouských drah (Wagenmeister) Rudolfa Weirycha a jeho manželky Josefy Vejrychové-Dapeciové. Pokřtěna byla Elisabeth Anna. Měla bratry Karla a Rudolfa. Rodina měla blízký vztah k umění. Matka byla literárně nadaná, psala drobné prózy z venkovského prostředí a překládala. Bratr Rudolf Vejrych byl akademický malíř, bratr Karel Vejrych byl hudebně nadaný.
V roce 1895 se na Národopisné výstavě v Praze setkala s Maxem Švabinským, svatbu měli 2. června 1900 v Litomyšli.
Manželství bylo rozvedeno v roce 1923 a odděleno (rozloučeno) v roce 1931. Příčinou rozpadu manželství (který počal roku 1919) byl vztah Švabinského s Annou Procházkovou (provdaná Vejrychová, později Švabinská), manželkou Elina bratra Rudolfa Vejrycha. Po rozchodu žila Ela Švabinská ve vilce, kterou jí Švabinský pořídil, a to v Kozlově.
Za německé okupace se aktivně zúčastnila odboje. V Kozlově skrývala gestapem pronásledované osoby a též se zde konaly schůzky účastníků odboje. V roce 1943 byla zatčena a následně až do konce války vězněna v koncentračním táboře Ravensbrück.
Podle vzpomínek adoptivní dcery Švabinského Zuzany měla s bývalým manželem přátelský vztah i po návratu z koncentračního tábora, kdy jí pomáhal s redakcí knihy vzpomínek.

## Portréty Ely Švabinské
Max Švabinský portrétoval Elu opakovaně, na individuálních i skupinových portrétech. Mezi známá zobrazení patří:
- Chudý kraj  (1899–1900, Národní galerie Praha)[7]
- U stavu (1903, pastel, tempera, tuš, Galerie hl. m. Prahy)[8]
- Kulatý portrét (1897, olej na plátně, Národní galerie Praha)
- Ateliér (společně s autorem a rodinou Rudolfa Vejrycha, olej na plátně, 1916, soukromá sbírka)[9]

Reprodukce obrazů Chudý kraj a Kulatý portrét byly též vytištěny jako poštovní známky.

## Dílo
Ela Švabinská je autorkou (či spoluautorkou) memoárových knih:
- Vzpomínky z mládí (doslov Zuzana Švabinská-Vejrychová; Praha, SNKLHU 1960 a SNKLU 1962)
- Švabinský, Vejrychovi a Kozlov (vzpomínky žen čtyř generací z rodu Vejrychů : Josefa Vejrychová, Ela Švabinská, Zuzana Švabinská, Zuzana Nováková, k 125. výročí narození malíře Rudolfa Vejrycha uspořádal Václav Ševčík; vydala rodina Rudolfa Vejrycha 2007)
- Bohuslav Martinů a Stanislav Novák ve vzpomínkách Ely Švabinské (podle rukopisu a strojopisu z pozůstalosti Ely Švabinské připravila podklady k tisku Světlana Sýkorová; Česká Třebová, Městské muzeum Česká Třebová, 2014)